# Alberto Nisman
Natalio Alberto Nisman  (5 tháng 12 năm 1963 – 18 tháng 1 năm 2015) là luật sư, một công tố viên người Argentine.  Ông là một công tố viên liên bang đặc nhiệm trong việc điều tra vụ khủng bố đánh bom năm 1994 tại một trung tâm văn hoá của người Do Thái ở Buenos Aires. Vụ khủng bố tàn bạo nhất trong lịch sử Argentina, làm thiệt mạng 85 người.
Ngày 19 tháng 1 năm 2015, Nisman được tìm thấy khi đang nằm chết trong nhà tắm tại căn hộ của ông ở Buenos Aires với một viên đạn xuyên qua thái dương.